# Mornington Shire
Mornington Shire är en kommun i Australien. Den ligger i delstaten Queensland, omkring 1 800 kilometer nordväst om delstatshuvudstaden Brisbane. Antalet invånare var 1 143 vid folkräkningen 2016. Mornington ligger på ön Sydney Island.
Savannklimat råder i trakten. Genomsnittlig årsnederbörd är 1 249 millimeter. Den regnigaste månaden är januari, med i genomsnitt 410 mm nederbörd, och den torraste är augusti, med 1 mm nederbörd.